# OmegaT

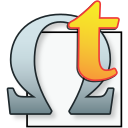

OmegaT este un program gratuit de traducere asistată de calculator, scris în Java, bazat pe o memorie de traducere, destinat traducătorilor profesioniști. Nu este un software de traducere automată!
Este un software liber, inițiat în anul 2000 de Keith Godfrey. În prezent, dezvoltarea sa este continuată de o echipă condusă de Didier Briel.

## Caracteristici
OmegaT are următoarele caracteristici:
- Concordanțe fuzzy
- Propagarea concordanțelor
- Prelucrarea simultană a proiectelor cu mai multe fișiere
- Utilizarea simultană a memoriilor de traducere multiple
- Glosare externe cu recunoașterea formelor flexionare
- Documentele traduse pot fi în următoarele formate de fișiere:
  - XHTML și HTML
  - Microsoft Office 2007 XML
  - OpenOffice.org / StarOffice
  - XLIFF (Okapi)
  - MediaWiki (Wikipedia)
  - Text simplu
- Suport Unicode (UTF-8): poate fi folosit cu alfabete non-latine
- Suport pentru limbi scrise de la dreapta la stânga
- Verificare ortografică integrală
- Compatibil cu alte aplicații de memorie de traducerii (TMX)
- Interfață la Google Translate

Deoarece folosește Hunspell, același dicționar ca și OpenOffice.org și Firefox, programul permite verificarea ortografiei în mai mult de 80 de limbi.

## Mod de funcționare

Ecranul OmegaT cu cele trei ferestre

Ecranul OmegaT are trei ferestre distincte. Fiecare din ele poate fi redimensionată cu mausul. În stânga este Editorul, în care se introduce traducerea. În dreapta sus este fereastra denumită "Match Viewer", în care se afișează concordanțele din Memoria de traducere. Dedesubtul acesteia se află fereastra denumită "Glossary Viewer", în care se afișează concordanțele din Glosar.
În fereastra Editor, OmegaT prezintă textul-sursă "segmentat" în propoziții (sau paragrafe). Aceste segmente vor fi traduse unul câte unul. Pe măsură ce traducătorul trece de la un segment la altul, traducerea făcută se salvează într-o memorie de traducere. După ce sunt traduse toate segmentele (sau înainte de aceasta, dacă  traducătorul dorește) OmegaT va folosi memoria de traducere pentru a genera un document tradus în dosarul-țintă, denumit “Target”.
OmegaT organizează traducerile în așa-numite "proiecte de traducere" (translation projects). Pentru fiecare proiect, OmegaT va crea un set de dosare. Acestea sunt folosite pentru a depozita documentele-sursă, care urmează a fi traduse, glosarele, precum și orice memorie de traducere pe care traducătorul vrea să o folosească. OmegaT cează și un dosar-țintă denumit “Target”, care va conține forma finală a documentelor traduse.